# Eberhard Karls Universität Tübingen
Die Eberhard-Karls-Universität Tübingen (Eigenschreibweise seit 1999: „Eberhard Karls Universität Tübingen“) ist eine Universität des Landes Baden-Württemberg in Tübingen. Sie wurde 1477 auf Betreiben des Grafen Eberhard im Bart gegründet, zählt somit zu den ältesten Universitäten in Europa und trägt zudem den ersten Namen des württembergischen Herzogs Karl Eugen. Sie bietet das Fächerspektrum einer Volluniversität an.
Die Universität besitzt eine lange Tradition und genießt national wie international, insbesondere in den Fachbereichen Theologie, Medizin, Jura sowie Wirtschafts- und Sozialwissenschaften, eine hohe akademische Reputation. Insgesamt gibt es elf Nobelpreisträger, fünf Humboldt-Professuren und 18 Gottfried-Wilhelm-Leibniz-Preisträger an der bzw. mit Verbindungen zur Universität Tübingen (Stand Januar 2024).
Im Juni 2012 erhielt die Universität im Rahmen der dritten deutschen Hochschul-Exzellenzinitiative den Exzellenzstatus, welcher 2019 im Zuge der Exzellenzstrategie verlängert wurde. Sie gehört damit zu den elf Exzellenzuniversitäten Deutschlands.
Heute ist sie in sieben Fakultäten der Natur-, Sozial- und Geisteswissenschaften mit etwa 30 Studienrichtungen gegliedert. Im Wintersemester 2024/2025 waren knapp 28.700 Studenten immatrikuliert. Das Leben in der etwa 30 Kilometer südlich von Stuttgart gelegenen Universitätsstadt ist geprägt von Studenten, die rund ein Drittel der Einwohnerzahl ausmachen.
Unter den Alumni befinden sich unter anderem mit Benedikt XVI. ein Papst, Bundespräsidenten, EU-Kommissare, Minister und Richter des Bundesverfassungsgerichts.

## Geschichte

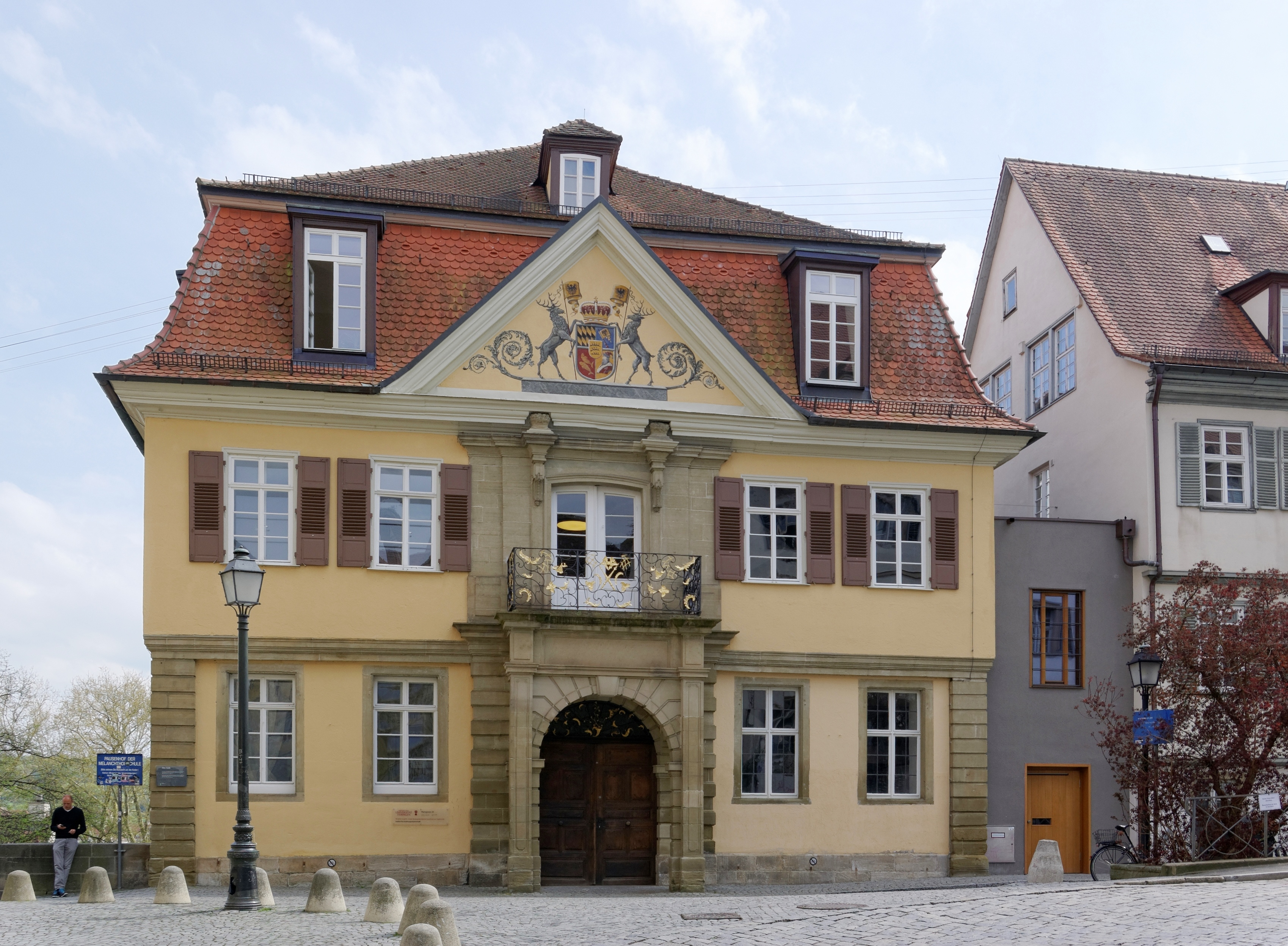
Alte Aula

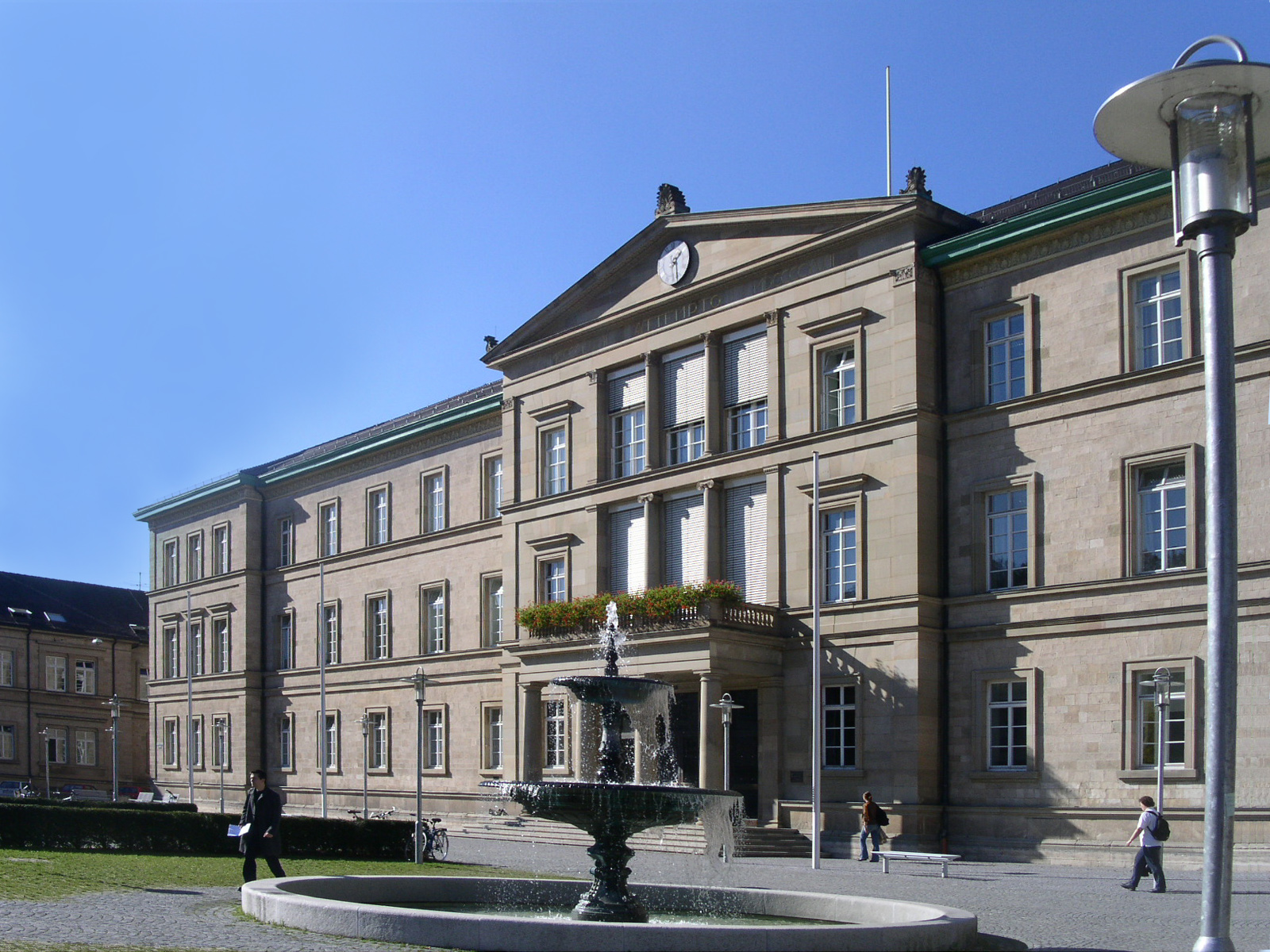
Die Neue Aula

### Universitätsgründung im 15. Jahrhundert
Eine Schlüsselrolle bei der Gründung hatte Mechthild von der Pfalz, die Mutter Eberhards und Erzherzogin von Österreich. Mechthild, die seit 1463 im nahegelegenen Rottenburg residierte, hatte die Verlegung des Stifts Sindelfingen nach Tübingen, der damals größten und bedeutendsten Stadt des südwürttembergischen Landesteils, veranlasst. Nachdem dies 1476 von Papst Sixtus IV. genehmigt worden war, konnte das Stift zum Ausgangspunkt der noch ehrgeizigeren Pläne werden. Mechthild, die bereits bei der Gründung der Freiburger Universität entscheidend mitgewirkt hatte, konnte ihren Sohn Eberhard für das Projekt einer Universitätsgründung in Tübingen gewinnen. Großen Anteil an der Universitätsgründung hatte auch Eberhards Vertrauter Johannes Nauclerus, der erster Rektor und später langjähriger Kanzler der Universität wurde. Der Wahlspruch „Attempto!“ (lateinisch für „Ich wag’s!“) des Universitätsgründers Eberhard ist bis heute das Motto der Universität. In seinem Freiheitsbrief vom 9. Oktober 1477, mit dem der Universität Privilegien wie Steuererleichterungen, Befreiung von Frondiensten und akademische Gerichtsbarkeit verliehen wurden, schrieb Eberhard über seine Absichten:
So haben wir in der guten meynung helffen zůgraben den brunen des lebens darüs von allen enden der weltt vnersihlich geschöpfft mag werden trostlich und hailsam wyßheit zu erlöschung des verderplichen fürs Menschlicher vnuernunfft vnd Blintheit, vns vsserwelt vnd fürgenomen ain hoch gemain schůl vnd Vniuersitet in unser stat Tüwingen zu stifften vnd vfftzurichten
(„So haben wir in der guten Absicht, helfen zu graben den Brunnen des Lebens, daraus von allen Enden der Welt unversieglich geschöpft mag werden tröstliche und heilsame Weisheit zur Löschung des verderblichen Feuers menschlicher Unvernunft und Blindheit, uns auserwählt und vorgenommen, eine hohe allgemeine Schule und Universität in unserer Stadt Tübingen zu stiften und aufzurichten“)
Nachdem am 11. März 1477 die Universitätsgründung öffentlich bekanntgegeben worden war, errichtete man binnen kürzester Zeit zwei große Fachwerkgebäude (Münzgasse 22–26) unweit des Neckars, so dass der Vorlesungsbetrieb bereits im Oktober 1477 begonnen werden konnte. Der weitere Aufbau der Universität wurde in den folgenden Jahren rasch vorangetrieben, so dass 1482 alle Universitätsbauten fertiggestellt waren. Daher kam eine Verlegung der Universität nach Stuttgart nicht mehr in Frage, als Stuttgart 1482 im Zuge der württembergischen Wiedervereinigung (siehe Münsinger Vertrag) die neue Landeshauptstadt und Residenz Eberhards wurde.

### 16. Jahrhundert
Die Statuten des Jahres 1538 der Medizinischen Fakultät wurden von dem Botaniker Leonhart Fuchs entworfen.

### 18. Jahrhundert
Ihren heutigen Namen erhielt die Universität 1769 von dem württembergischen Herzog Karl Eugen, der seinen Namen Carl (in der Schreibweise Karl) dem des Gründers, Graf Eberhard im Bart, hinzufügte. Er installierte sich selbst im Jahr 1767 als „Rector perpetuus“ und nahm das Rektorenamt bis zu seinem Tod 1793 wahr. Trotzdem hatte er mit der Gründung der Hohen Karlsschule in Stuttgart eine der größten Existenzkrisen der Tübinger Universität herbeigeführt.

### Jüngere Geschichte

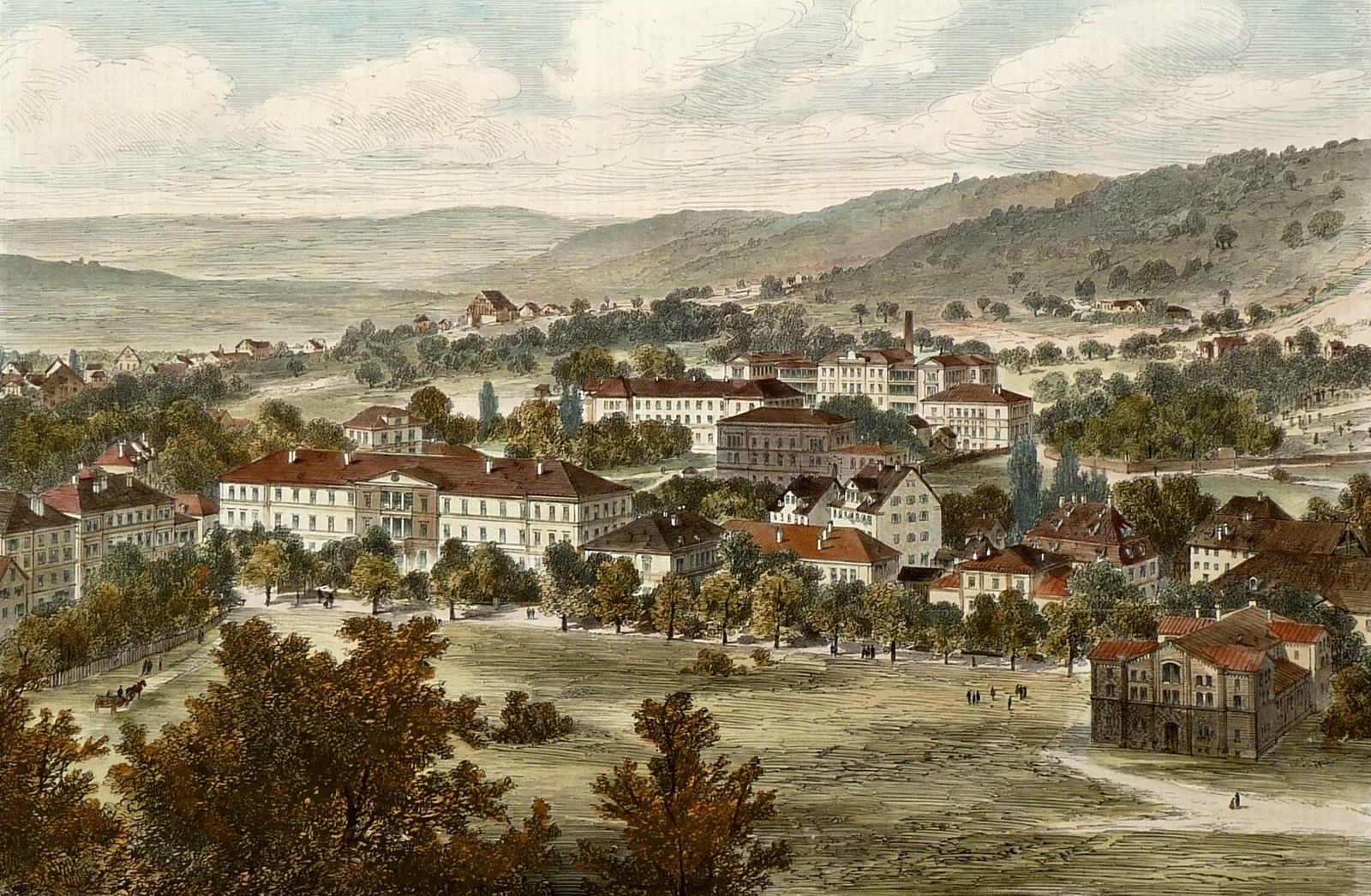
Tübinger Universitätsviertel, Holzstich von Gottlob Theuerkauf, 1877

Im Jahr 1805 wurde in der Alten Burse, dem 1478 erbauten, ältesten heute noch genutzten Gebäude der Universität das erste Universitätsklinikum eingerichtet. Zusätzlich zu den vier Gründungsfakultäten wurden 1817 eine katholisch-theologische und eine staatswirtschaftliche Fakultät gegründet. 1863 erhielt die Eberhard-Karls-Universität die erste eigenständige naturwissenschaftliche Fakultät in Deutschland.
Bei der 450-Jahr-Feier hielt Hans Ellenbeck am 24. Juli 1927 die Ansprache beim Gefallenendenkmal auf der Eberhardshöhe. Für den Reichspräsidenten und die Reichsregierung sprach Hermann Emil Kuenzer. An den Festlichkeiten nahmen auch Albrecht Herzog von Württemberg und der Bischof von Rottenburg Joannes Baptista Sproll teil. Beim Fackelzug zogen 4000 Studenten von der Universität zur Kastanienallee.
Schon vor dem Wahlsieg der Nationalsozialistischen Deutschen Arbeiterpartei bei der Reichstagswahl März 1933 gab es in Tübingen nur wenige jüdische Dozenten und Studierende. Der Biologe Ernst Lehmann schrieb zur judenfeindlichen Atmosphäre 1935 rückblickend: „Jüdische Professoren hat Tübingen, ohne viel Worte zu machen, stets von sich fern zu halten gewusst.“ Während der Weimarer Republik gab es nur einen jüdischen Lehrstuhlinhaber, der Tübingen bereits 1931 verließ. Die Zahl der entlassenen Hochschullehrer war daher in Tübingen deutlich geringer als an den anderen deutschen Universitäten. Von insgesamt 200 Lehrenden wurden 12 (6 %) nach der Machtergreifung vertrieben. Unter ihnen befand sich der spätere Nobelpreisträger für Physik Hans Bethe, der am 20. April 1933 wegen „nichtarischer“ Abstammung entlassen wurde. Der Religionsphilosoph Traugott Konstantin Oesterreich wurde 1933, der Mathematiker Erich Kamke 1937 in den vorzeitigen Ruhestand versetzt, wahrscheinlich war in beiden Fällen die „nichtarische“ Abstammung der Ehefrau der Grund.
Angehörige der Universität trieben die „Gleichschaltung“ der Hochschule bereitwillig voran. Am 9. März 1933 hissten Mitglieder des NS-Studentenbunds die Hakenkreuzfahne auf der Neuen Aula. Einige von ihnen waren später in hochrangigen Positionen in der Geheimen Staatspolizei und der SS tätig und maßgeblich an Deportationen und Erschießungen von Juden in Ost- und Südosteuropa beteiligt. Die Universität spielte eine führende Rolle bei den Bestrebungen, die Politik des Dritten Reiches „wissenschaftlich“ zu legitimieren. Die evangelischen Theologen Gerhard Knittel (1888–1948) und Karl Georg Kuhn (1906–1976) entwickelten eine antisemitische „Judenforschung“. Am Universitätsklinikum wurden mindestens 1158 Personen zwangssterilisiert. Im Zweiten Weltkrieg setzte die Universität vor allem an ihren Kliniken Zwangsarbeiterinnen und Zwangsarbeiter ein. Widerstand gegen den Nationalsozialismus gab es hier so gut wie nicht.
1945 gehörte Tübingen zu den wenigen deutschen Universitäten, die den Zweiten Weltkrieg fast unzerstört überstanden hatten. Mehr als die Hälfte des Lehrkörpers wurde nach 1945 als politisch belastet entlassen. 85 Prozent von ihnen stellte die Universität jedoch innerhalb eines Jahrzehnts wieder ein. In der Nachkriegszeit in Deutschland wurden bedeutende Gelehrte nach Tübingen berufen. Adolf Butenandt, Eduard Spranger, Romano Guardini, Ernst Kretschmer, Helmut Thielicke und andere brachten der Universität einen hohen Ruf. Der Philosoph Ernst Bloch diente vielen Tübinger Studierenden als Vorbild. Nach seinem Tod entstand 1977 die bis heute bei Studenten verbreitete Bezeichnung „Ernst-Bloch-Universität“. Das entsprechende Logo zeigt eine geballte Faust, die auf eine bekannte Geste Blochs – die erhobene Faust als Ausdruck des Protests – zurückgeführt wird.
Anfang 1989 wurde bekannt, dass am Anatomischen Institut weiterhin Präparate verwendet wurden, die von Opfern aus der Zeit des Nationalsozialismus stammen. Diese wurden auf dem Stadtfriedhof Tübingen unweit des Anatomischen Instituts auf dem Gräberfeld X beigesetzt. Es wurde eine Gedenktafel aufgestellt. Von April 2023 bis September 2025 wird im alten anatomischen Institut eine Sonderausstellung „Entgrentzte Anatomie“ gezeigt. Sie thematisiert in der ehemaligen anatomischen Schausammlung den aus heutiger Sicht sehr schwierigen Umgang mit anatomischen Präparaten von Menschen, die der medinzinisch-didaktischen Verwendung ihrer Körper oder Körperteile nicht ausdrücklich oder nicht freiwillig zugestimmt haben.

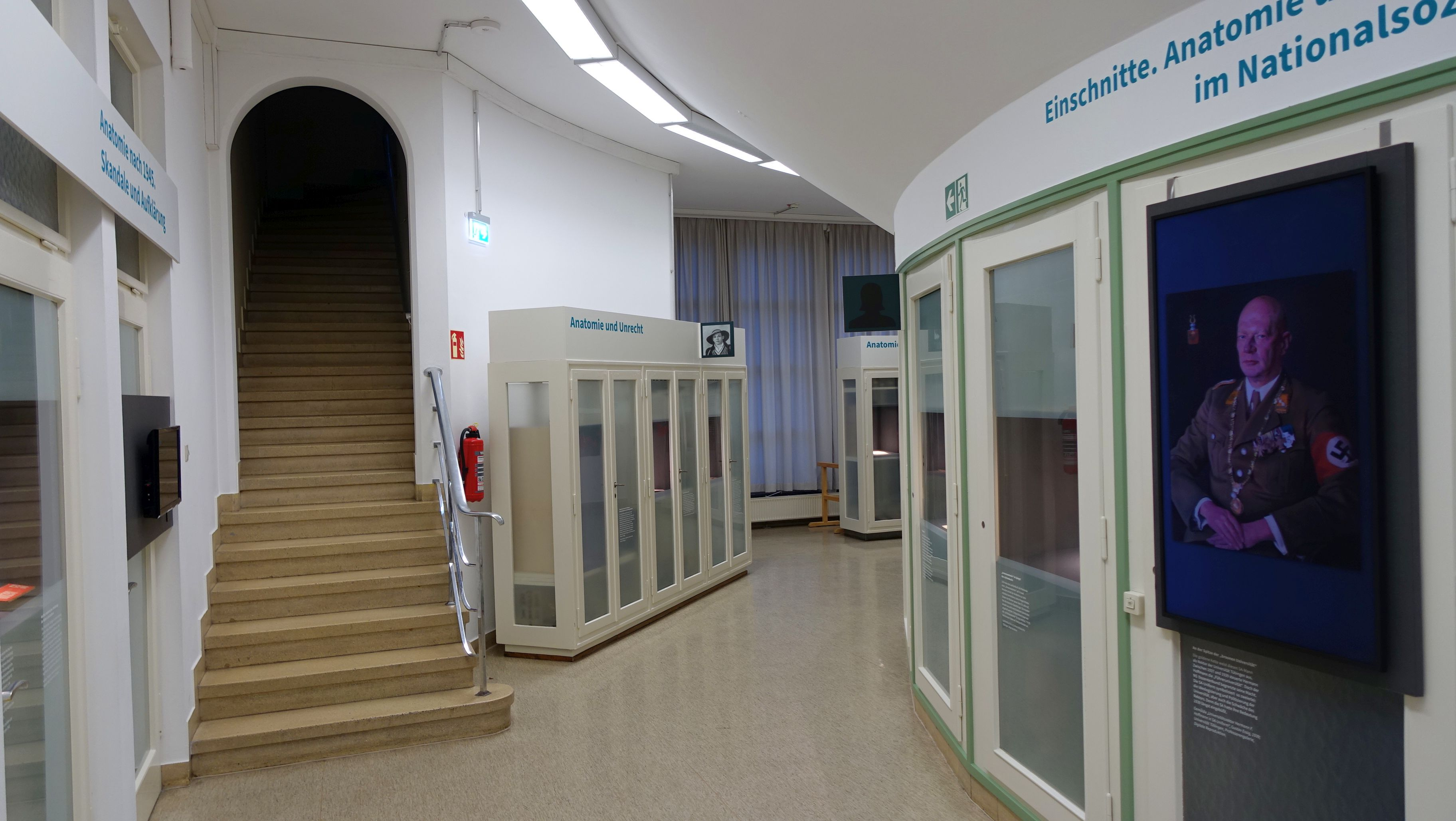
Sonderausstellung „Entgrenzte Anatomie“ (Jan. 2025)

Zwischenzeitlich war die Universität in 14 Fakultäten unterteilt, die im Jahr 2010 wieder zu sieben fächerübergreifenden Fakultäten zusammengelegt wurden. Das Logo der Universität ist seit 1999 die von HAP Grieshaber anlässlich des 500-jährigen Universitätsjubiläums 1977 gestaltete Palme des Gründers Eberhard mit dessen Wahlspruch Attempto! Die „Eberhard-Karls-Universität“ schreibt sich seitdem ohne Bindestriche. 2005 initiierte die Universität die Hochschulregion Tübingen-Hohenheim. 2010 war sie Gründungsmitglied des Matariki Universitätsnetzwerks.

### Gleichstellungspolitik
Dass mittlerweile etwa 60 Prozent der in Tübingen immatrikulierten Studierenden Frauen sind, ist eine eher jüngere Entwicklung. 1881 durfte erstmals eine Gasthörerin aus den USA eine Vorlesung mitverfolgen, allerdings durch die geöffnete Tür aus einem Nebenraum. Erste Studentin, wenngleich „außerordentlich immatrikuliert“, war von 1892 bis 1895 Maria Gräfin von Linden. Erst 1904 wurde Frauen das Recht einer „ordentlichen Immatrikulation“ eingeräumt.
Nach der Festschreibung der Gleichstellungspolitik im Hochschulrahmengesetz wurde 1986 die erste Gleichstellungskommission des Senats gewählt, seit 1989 werden Fragen der Gleichstellung von einer Gleichstellungsbeauftragten vertreten.

### Kontroverse um Universitätsnamen
Bereits 1977 wurde aus Anlass des Ablebens des jüdischen Philosophen Ernst Bloch, der dort als Hochschullehrer wirkte, von der Studentenschaft eine Umbenennung in Ernst-Bloch-Universität gefordert. Ebenso forderte der Studierendenrat der Universität im Juli 2020 eine Umbenennung. Dort hieß es zur Begründung: „Eberhards Antisemitismus, an sich menschenfeindlich genug, kann heute nicht ohne die Schoah, die NS-Zeit und den anhaltenden Antisemitismus in unserer Gesellschaft betrachtet werden. Der absolutistische und menschenverachtende Monarch Karl Eugen ist unterdessen ebenso keine Bezugsperson für eine Universität in einem republikanischen Rechtsstaat.“
Mit Unterstützung des Beauftragten gegen Antisemitismus des Landes Baden-Württemberg, Michael Blume, forderte die Jüdische Studierendenunion Württemberg im April 2021 erneut, den Namen der Universität zu ändern. Das Ende der Ehrung des Antisemiten Eberhard im Bart sei angezeigt, ebenso diejenige von Herzog Karl Eugen. Vorgeschlagen wurde stattdessen Mechthild von der Pfalz. Der Senat der Hochschule lehnte am 21. Juli 2022 den Antrag auf Umbenennung ab. Für eine Streichung der beiden Personen stimmten 15 Senatsmitglieder, dagegen waren 16, und 2 enthielten sich. Für eine Umbenennung wäre eine Zweidrittelmehrheit notwendig gewesen. In die Entscheidung floss ein im Mai 2021 in Auftrag gegebenes Gutachten ein, in dem es heißt, „Eberhard war kein «Antisemit», aber er teilte offensichtlich mit der Mehrheit der kirchlichen und weltlichen Elite seiner Zeit eine antijüdische Haltung“. Letztlich enthielt sich die Kommission einer Entscheidung, indem sie ausführt: „Die Mitglieder der Kommission sehen – wie bereits mehrfach betont – ihre Aufgabe nicht darin, sich in der Auseinandersetzung um die Abschaffung oder Beibehaltung des historischen Namens der Eberhard Karls Universität zu positionieren.“ Sie empfiehlt aus Anlass des Universitätsjubiläums 2027 „eine intensive und differenzierte wissenschaftliche Aufarbeitung, eine intensive Einbeziehung des Themas in die Lehre und eine umfassende Aufbereitung und Vermittlung in der Öffentlichkeit“. Die Hochschule möchte einen Lehrstuhl für jüdische Geschichte einrichten. Die Aufarbeitung des Themas könne so in eine neue Phase treten.

### Rektoren
Am 19. Mai 1945 wurde der erste Nachkriegsrektor gewählt. Als erste in Deutschland eröffnete die Eberhard-Karls-Universität am 15. Oktober 1945 den Lehrbetrieb. Am 27. April 2022 wurde mit Karla Pollmann erstmals eine Frau zur Rektorin gewählt.

### Kanzler
Der Kanzler war bis zur Reformation Vertreter des Papstes und seit 1561 des lutherischen Herzogs von Württemberg. Von 1561 bis 1817 vertrat der Kanzler zugleich das erste theologische Ordinariat. Nominell stand das Kanzleramt unter dem Amt des Rektors. Der Kanzler führte die Aufsicht über die Universität und kontrollierte den Lehrbetrieb sowie die Einhaltung der Zensurbestimmungen.
- 1477–1482 Johannes Tegen

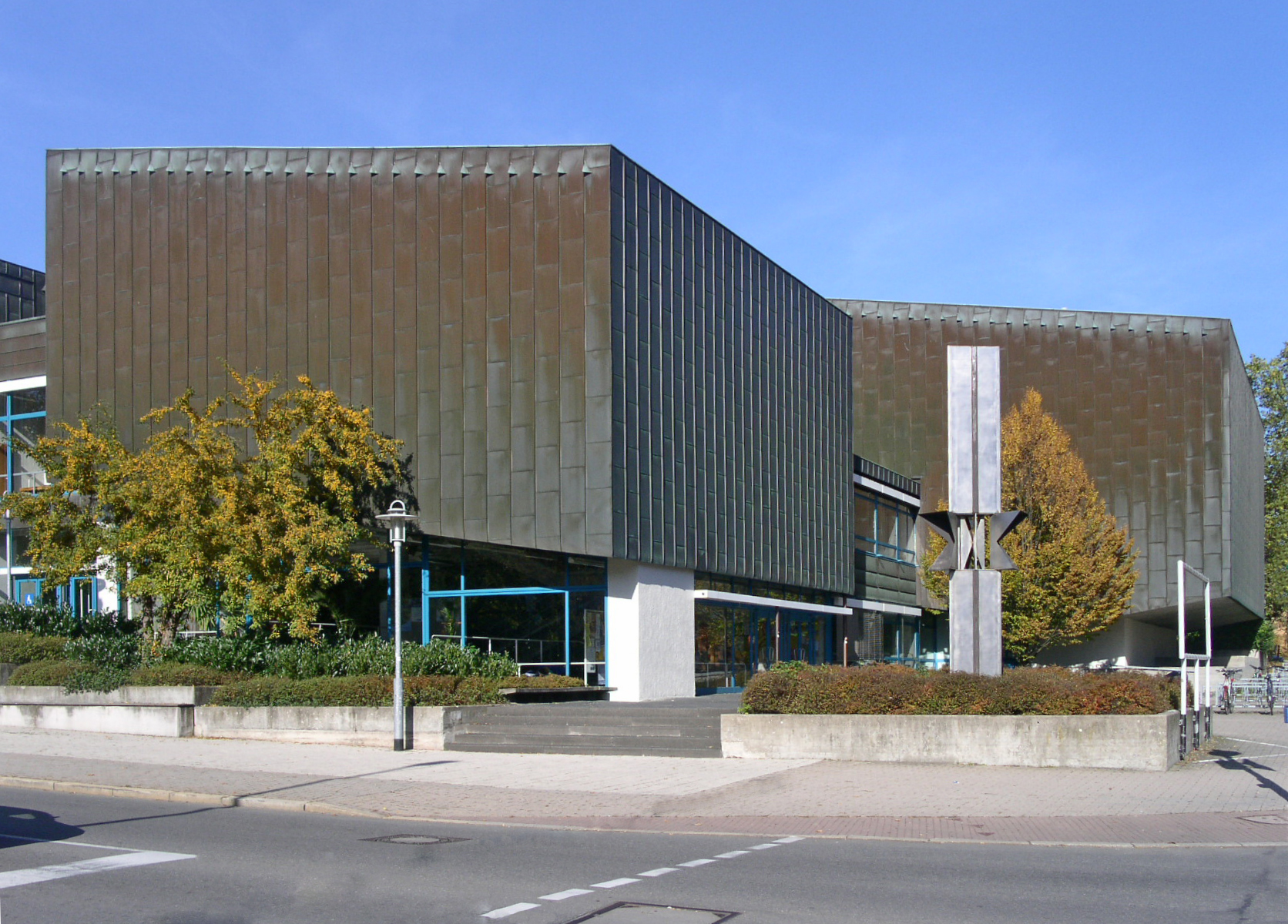
Hörsaalgebäude Kupferbau von Paul Baumgarten

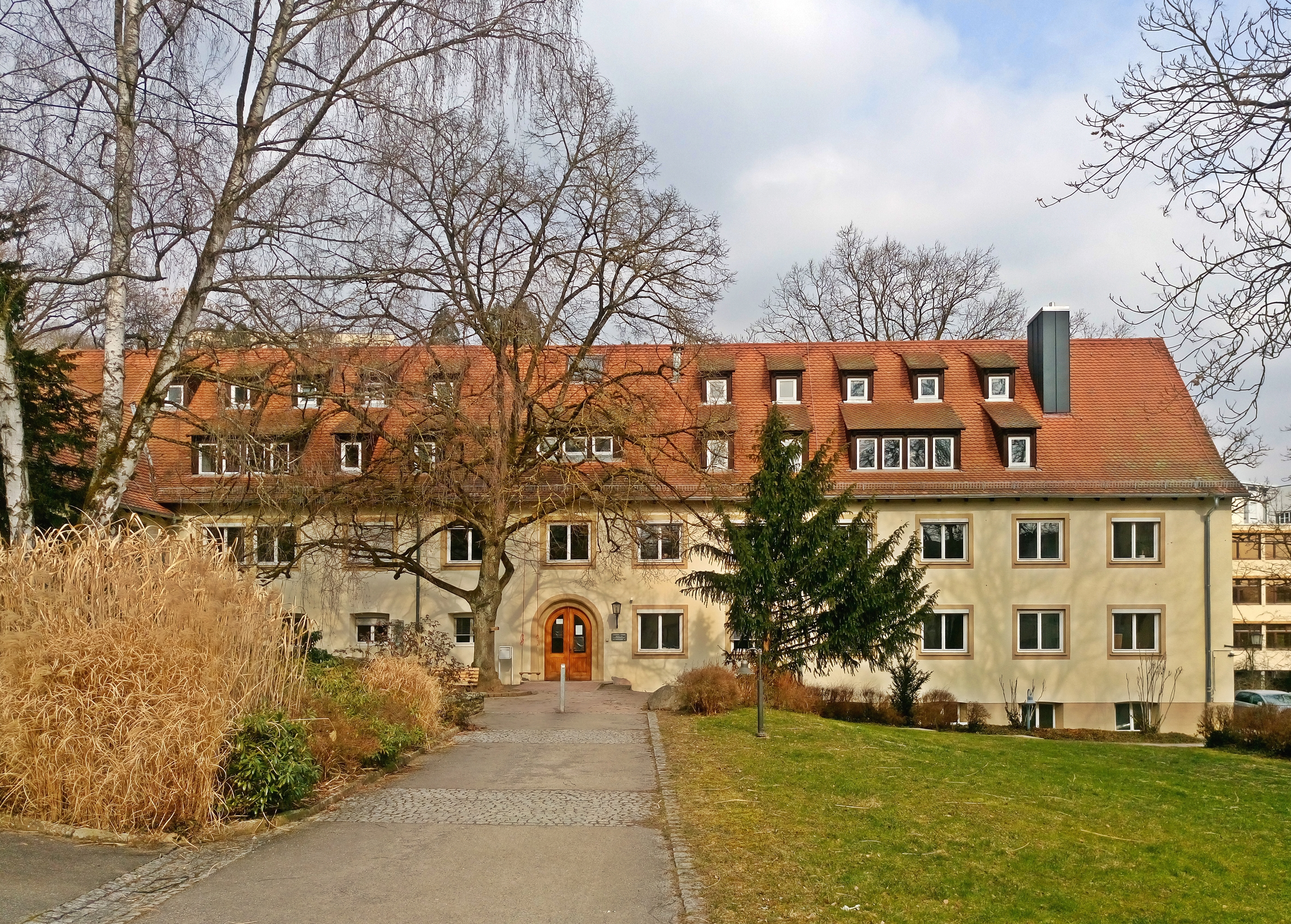
Institut für Politikwissenschaft

- 1482–1510 Johannes Vergenhans (Nauclerus)
- 1510–1538 Ambrosius Widmann
- 1538–1550 Johannes Scheurer (auch Johann Scheurer gen. Ofterdinger)
- 1550–1561 Ambrosius Widmann
- 1561 Jacob Beurlin
- 1562–1590 Jacob Andreae
- 1590–1599 Jakob Heerbrand
- 1604–1605 Stephan Gerlach, Vizekanzler
- 1605–1617 Andreas Osiander
- 1618–1619 Matthias Hafenreffer
- 1620–1638 Lucas Osiander der Jüngere
- 1639–1650 Melchior Nicolai, als Prokanzler
- 1652–1656 Johann Ulrich Pregizer I.
- 1656–1680 Tobias Wagner, 1656–1662 Prokanzler
- 1681–1697 Johann Adam Osiander
- 1698–1699 Georg Heinrich Keller, als Prokanzler
- 1699–1702 Michael Müller
- 1704–1720 Johann Wolfgang Jäger
- 1720–1756 Christoph Matthäus Pfaff
- 1757–1777 Jeremias Friedrich Reuss
- 1777–1779 Johann Friedrich Cotta
- 1780–1785 Christoph Friedrich Sartorius, 1777–1780 Vizekanzler
- 1786–1806 Johann Friedrich LeBret
- 1806–1817 Christian Friedrich Schnurrer
- 1819–1835 Johann Heinrich Ferdinand Autenrieth, 1819–1822 Vizekanzler
- 1835–1851 Karl Georg von Wächter
- 1851–1862 Karl von Gerber, 1851–1855 Vizekanzler
- 1864–1870 Theodor von Gessler
- 1870–1889 Gustav von Rümelin
- 1889–1899 Carl Heinrich Weizsäcker
- 1900–1908 Gustav von Schönberg
- 1908–1931 Max von Rümelin
- 1931–1933 August Hegler[31]

1933 wurde Gustav Bebermeyer als „Beauftragter mit besonderen Vollmachten an der Universität“ eingesetzt, das Kanzleramt blieb unbesetzt. Es wurde auch nach der Zeit des Nationalsozialismus nicht wiederhergestellt, erst mit der am 1. Oktober 1969 wirksam gewordenen Grundordnung der Universität wurde wieder ein Amt mit dieser Bezeichnung geschaffen.
- 1959–1972 Albert Lebsanft (1910–1995), 1959–1970 als Universitätsrat Leiter der Universitätsverwaltung, 1970–1972 als Kanzler

Mit der Ablösung der Rektorats- durch die Präsidialverfassung im Oktober 1972 entfiel das Universitätsorgan Kanzler wieder. Lebsanft wechselte in das Kultusministerium nach Stuttgart, und von 1973 bis 1974 war der Jurist Harald Volkmar, von 1974 bis 1979 der Jurist Heinz Doerner als Leitender Verwaltungsbeamter Leiter der Universitätsverwaltung. Mit dem am 22. November 1977 verkündeten baden-württembergischen Universitätsgesetz gab es wieder das Amt eines Kanzlers, bis zu dessen Wahl 1979 Doerner mit der kommissarischen Geschäftsführung betraut wurde.
- 1979–2003 Georg Sandberger
- seit 2003 Andreas Rothfuß

## Fakultäten

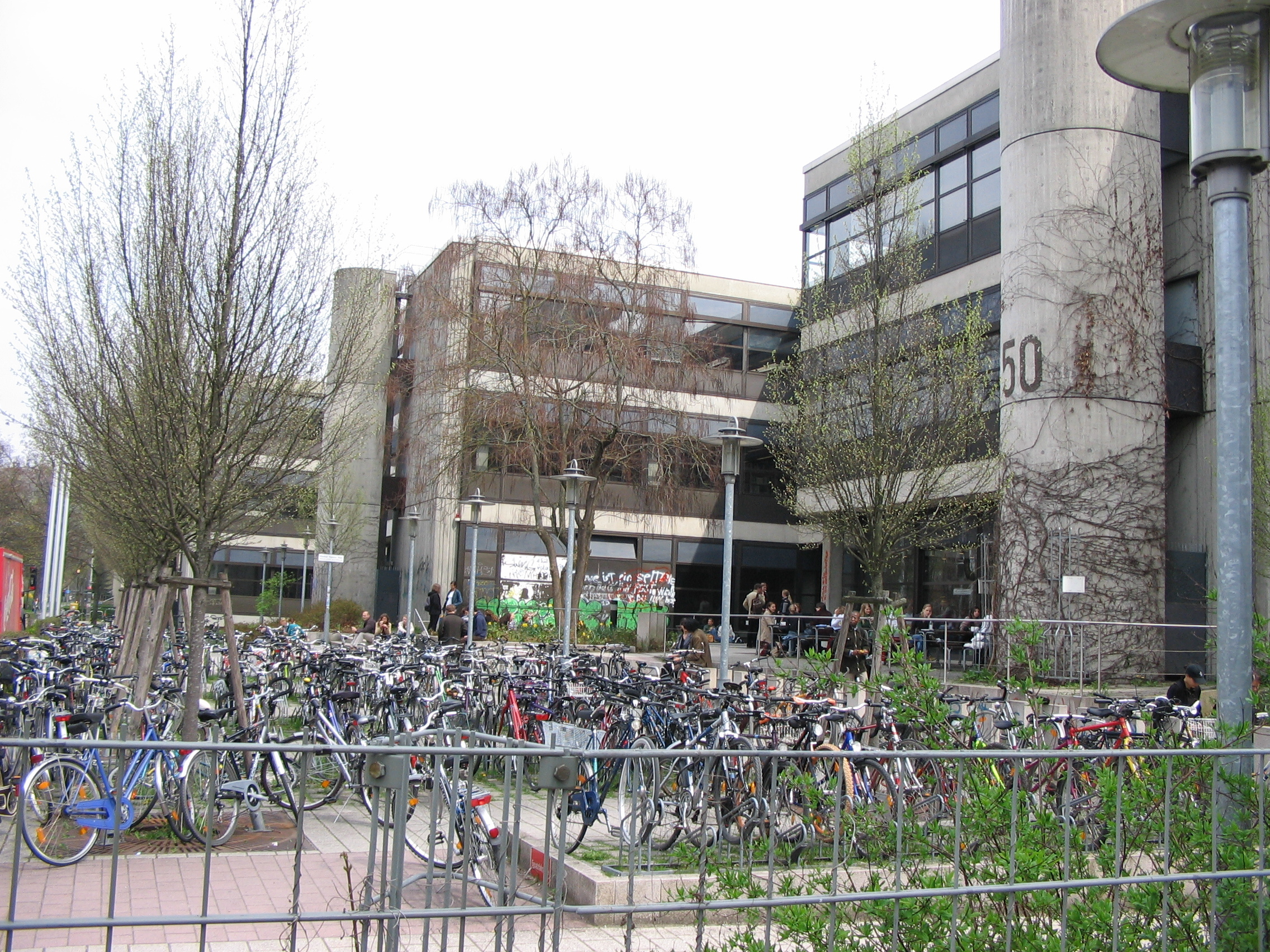
Neuphilologikum (Brechtbau)

Seit der Neugliederung der Fakultäten im Oktober 2010 ist die Eberhard Karls Universität in sieben Fakultäten gegliedert, die für die Organisation der Forschung und Lehre in ihrem jeweiligen Themengebiet die Verantwortung tragen:
- Evangelisch-Theologische Fakultät Tübingen (Fakultät 1)
- Katholisch-Theologische Fakultät Tübingen (Fakultät 2)
- Juristische Fakultät (Fakultät 3)
- Medizinische Fakultät (Fakultät 4)
- Philosophische Fakultät (Fakultät 5)
- Wirtschafts- und Sozialwissenschaftliche Fakultät (Fakultät 6) (mit dem Fachbereich Wirtschaftswissenschaft)
- Mathematisch-Naturwissenschaftliche Fakultät (Fakultät 7) (entstanden aus der Fakultät für Chemie und Pharmazie)

Jeder Fakultät steht ein Dekan/eine Dekanin vor, der/die im Regelfall von einem Team aus Prodekanen (z. B. für Lehre) unterstützt werden. Jede Fakultät besitzt nach Landeshochschulgesetz BW einen Fakultätsrat, der als zentrales Gremium alle wichtigen Entscheidungen der Fakultät trifft und den Dekan wählt.
Neben den klassischen Fakultäten sind Teile von Lehre und Forschung noch durch das außerfakultäre Zentrum für Islamische Theologie (ZITh) und mehreren interfakultären Instituten organisiert. Die Universität selbst besitzt ebenfalls noch eigene zentrale Universitätseinrichtungen, die unabhängig von den Fakultäten sind (z. B. Universitätsbibliothek).

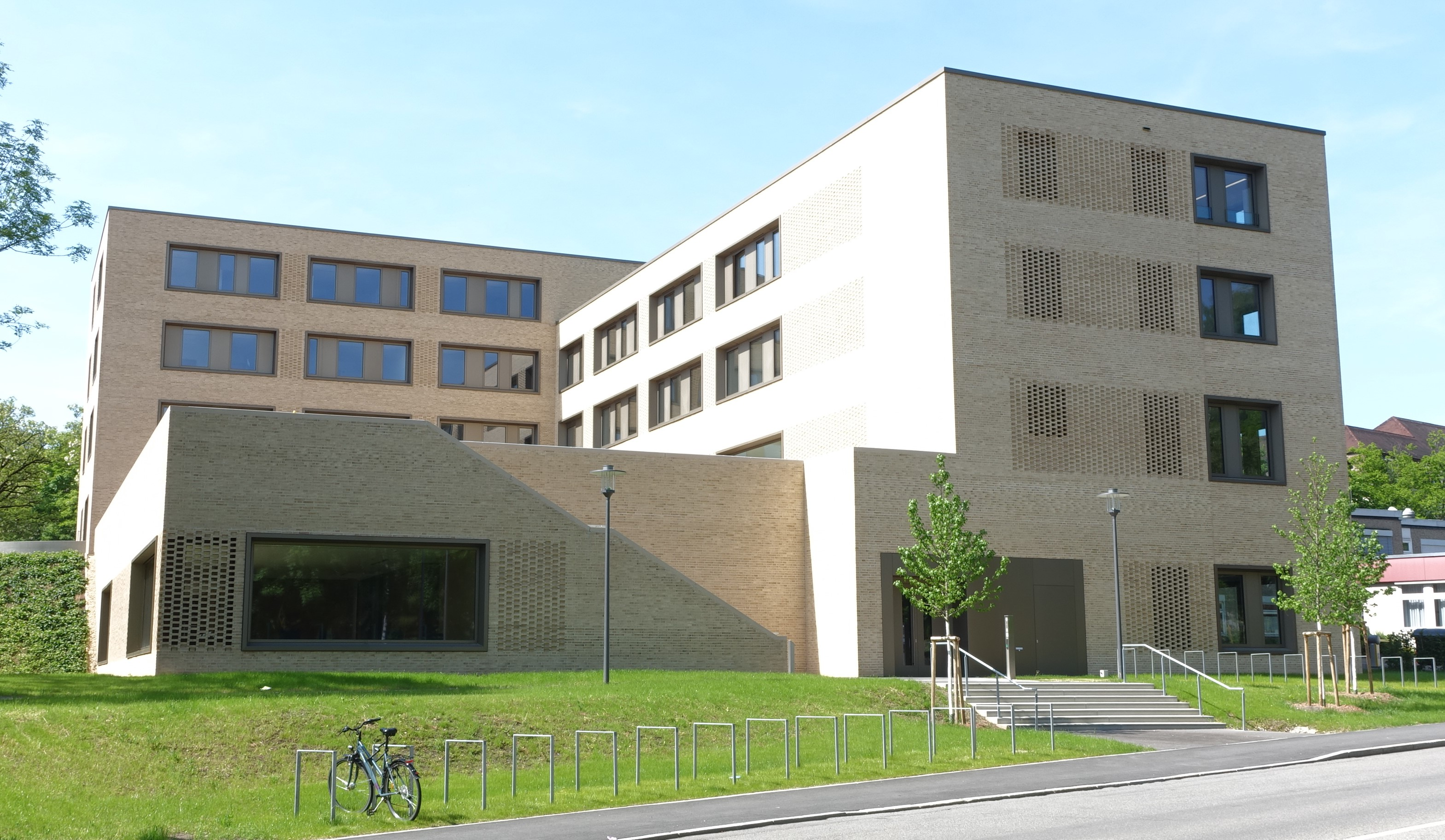
Neubau Islamwissenschaften (2024) Arch. Volker Staab

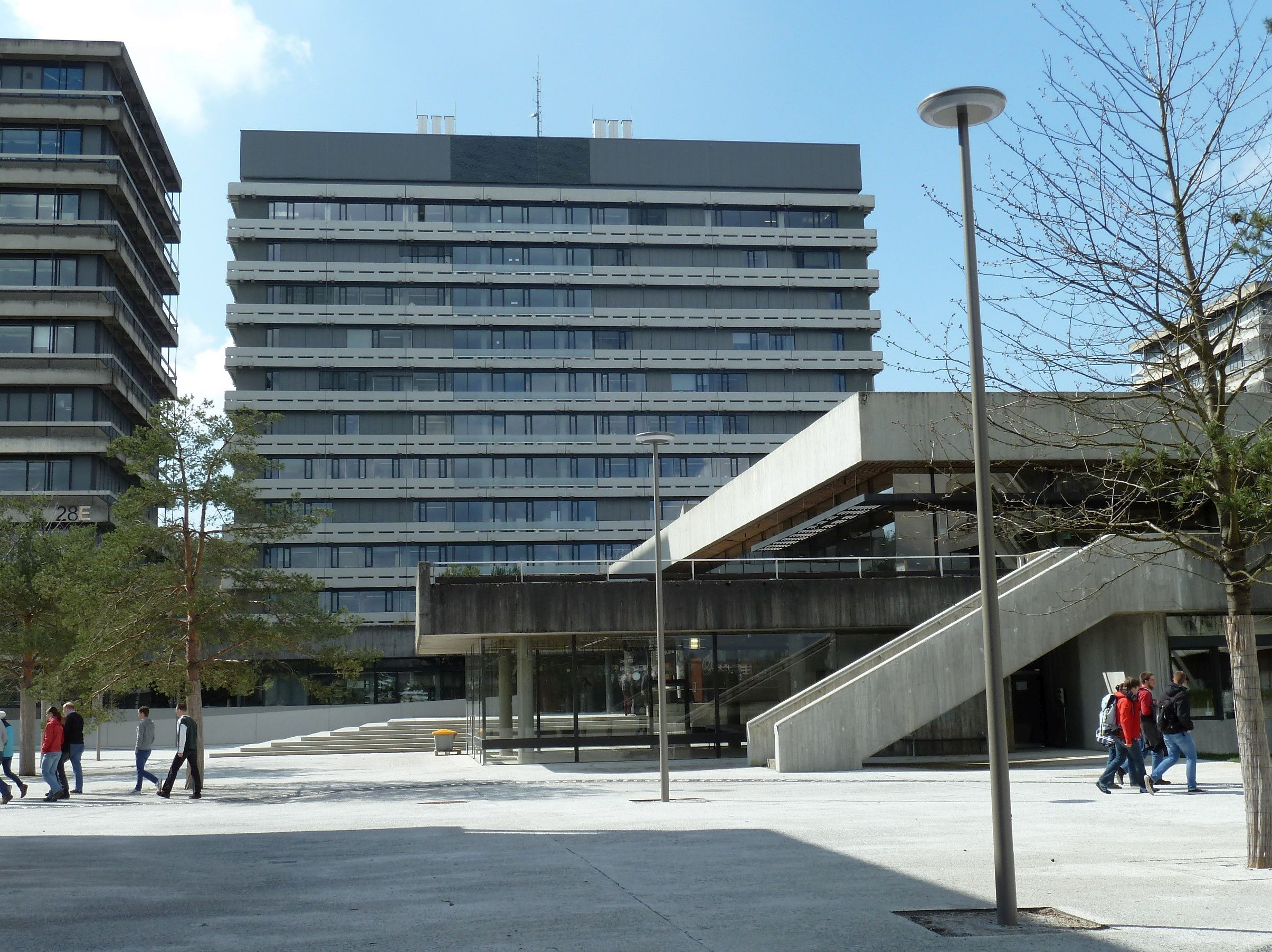
Naturwissenschaftliche Institute (Auf der Morgenstelle)

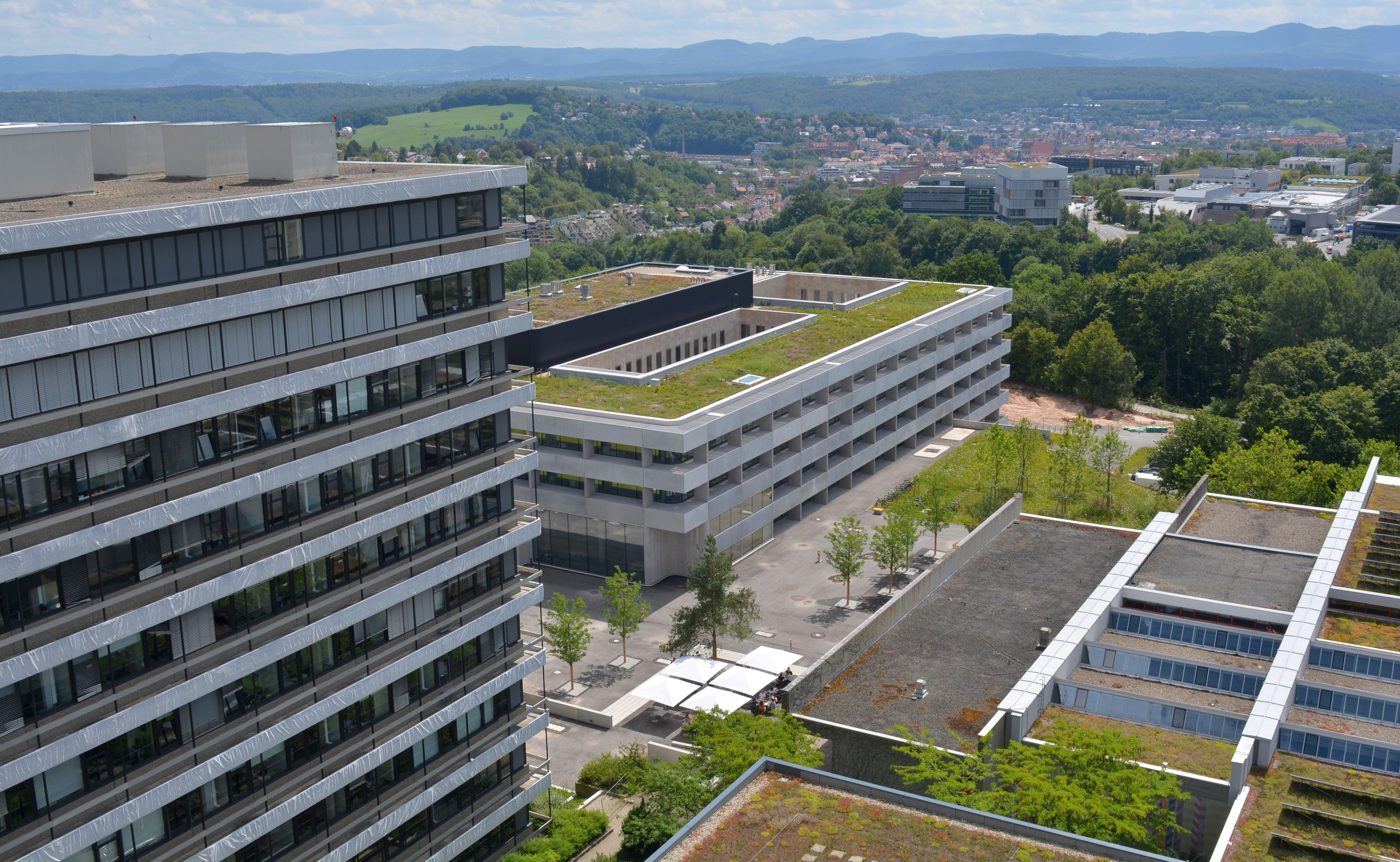
Hochhaus E, Neubau GUZ und Mensa II (Morgenstelle)

Während die geisteswissenschaftlichen Fakultäten im Bereich der Altstadt im Tal angesiedelt sind, befinden sich die naturwissenschaftlichen Institute mit einer eigenen Mensa seit 1974 auf der Morgenstelle in nördlicher Richtung auf einer Anhöhe, die diesen Gewannnamen trägt. Einige wenige Einrichtungen der Universität befinden sich auch auf der südlichen Neckarseite, so zum Beispiel das Hector-Institut für empirische Bildungsforschung.

## Lage
Die Einrichtungen der Universität sind über das gesamte Stadtgebiet verteilt. Sie konzentrieren sich in den vier Bereichen Altstadt, Wilhelmstraße und Talkliniken , Morgenstelle und Schnarrenbergkliniken sowie Sand und Außenbereiche Innenstadt. Die meisten Geistes- und Sozialwissenschaftlichen Fakultäten und Institute sowie zentralen Einrichtungen und die Verwaltung finden sich in Altstadt und Wilhelmstraße, die Naturwissenschaften v. a. auf der Morgenstelle, Kliniken liegen in den drei erstgenannten Bereichen.

## Zahlen zu den Fakultäten
| Fakultät                                          | Studierendenzahlen (SoSe 2024) | Abschlusszahlen (2023/2024) | Anzahl an Professoruren (inkl. Juniorprofessuren) |
| ------------------------------------------------- | ------------------------------ | --------------------------- | ------------------------------------------------- |
| Evangelisch-Theologische Fakultät                 | 399                            | 63                          | 14 (14)                                           |
| Katholisch-Theologische Fakultät                  | 135                            | 42                          | 12 (13)                                           |
| Juristische Fakultät                              | 2046                           | 191                         | 22 (22)                                           |
| Medizinische Fakultät                             | 4894                           | 527                         | 123 (127)                                         |
| Philosophische Fakultät                           | 6749                           | 1229                        | 89 (105)                                          |
| Wirtschafts- und Sozialwissenschaftliche Fakultät | 4513                           | 1139                        | 63 (77)                                           |
| Mathematisch-Naturwissenschaftliche Fakultät      | 8304                           | 1428                        | 166 (183)                                         |
| Sonstige Einrichtungen                            | 176                            | 22                          | 16 (16)                                           |
| SUMME                                             | 27.216                         | 4641                        | 505 (557)                                         |

## Studiengänge
Die Universität Tübingen bietet insgesamt über 200 Studiengänge aus allen großen Wissenschaftsbereichen an. Sie ist damit eine klassische Volluniversität. Die angebotenen Studiengänge schließen dabei mit Bachelor, Master, Staatsexamen (Medizin, Jura, Pharmazie und Zahnmedizin) oder kirchlichem Examen (ev. und kath. Theologie) ab.
Insgesamt studieren an der Universität 28.619 Studierende (Wintersemester 2023/2024) in diesen Studiengängen. Zu den größten zulassungsbeschränkten Studiengängen bezogen auf die Studienplätze pro Jahr gehören dabei die folgenden Studiengänge:
- Rechtswissenschaft (398),
- Medizin (327),
- Pharmazie (140),
- Lehramt Deutsch (250),
- Lehramt Englisch (250),
- Biologie (178),
- Erziehungswissenschaft und Soziale Arbeit/Erwachsenenbildung (120),
- Psychologie (119),
- Economics and Business Administration (100).[40]

Die zehn Studiengänge mit den insgesamt am meisten eingeschriebenen Studierenden (im Sommersemester 2024) waren dabei:
1. Medizin – Kliniker (2331)
2. Rechtswissenschaft (2043)
3. Biologie (931)
4. Lehramt Englisch (884)
5. Informatik (866)
6. Medizin – Vorkliniker (841)
7. Chemie (670)
8. Pharmazie (663)
9. Physik (625)
10. Lehramt Deutsch (570)

## Akademische Reputation

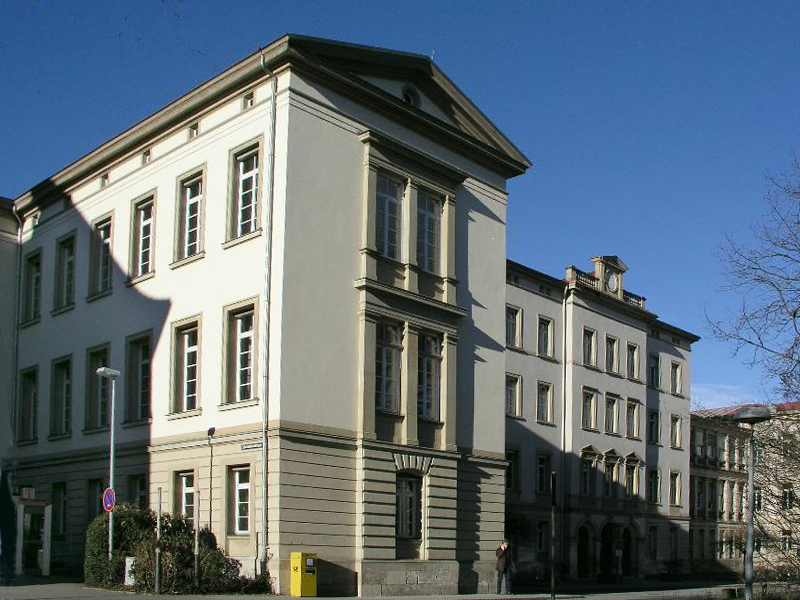
Theologicum

Die Universität Tübingen gilt seit 2012 als eine von elf deutschen Eliteuniversitäten, die sich im Rahmen der deutschen Exzellenzinitiative erfolgreich durchgesetzt haben. Der Universität stehen aufgrund dieses Erfolges erhebliche zusätzliche Fördergelder zur Verfügung. Nachdem Tübingen im Jahr 2012 erstmals die Aufnahme in die Exzellenzinitiative gelungen war, folgte 2019 die Verlängerung. Mit drei erfolgreichen Exzellenzclustern, die von der Exzellenzinitiative 2018 bewilligt wurden, gehört Tübingen zudem zu den drei forschungsstärksten Universitäten Deutschlands und ist die forschungsstärkste Universität in Baden-Württemberg.
Nach dem DFG-Förderatlas 2021, der die Hochschulen mit den höchsten DFG-Bewilligungen ausweist, landet Tübingen fächerübergreifend auf Platz 7 in Deutschland, auf Platz 3 in den Geistes- und Sozialwissenschaften (hinter der FU Berlin und der LMU München) sowie auf Platz 6 in den Lebenswissenschaften.
Gemäß Times Higher Education World University Ranking rangierte Tübingen 2021 auf Platz 78 der besten Universitäten der Welt und gehörte zu den fünf besten Universitäten Deutschlands. So beschreibt beispielsweise auch die britische Zeitschrift The Economist Tübingen als „home to a famous university“.
Innerhalb Deutschlands zählt die Universität Tübingen fächerübergreifend regelmäßig zu den besten zehn Universitäten.
Traditionell ist Tübingen insbesondere in den Fachbereichen Theologie, Medizin, Rechts- und Geisteswissenschaften besonders stark:
- Im QS World University Ranking 2019 landet Tübingen in den Bereichen Theologie und Religionsphilosophie auf dem weltweit sechsten Platz.[50]
- Das Times Higher Education World University Ranking (2021) platziert Tübingen im Fachbereich der Human- und Geisteswissenschaften (Arts & Humanities) auf Platz 24 weltweit.[51] Dabei rangiert Tübingen laut QS World University Ranking 2021 insbesondere in den Fächern Archäologie (Platz 21), Vor- und Frühgeschichte (Platz 35) und Anthropologie (Platz 49) weltweit an der Spitze.[52]
- Im Bereich Biowissenschaften (Life Sciences) und Medizin gehört Tübingen laut Times Higher Education World University Ranking 2021 zu den weltweit besten 61 bzw. 75 Universitäten. Auch in der Psychologie (Platz 65) schneidet Tübingen stark ab.[53]
- Im juristischen Fachbereich wurde die Universität Tübingen im WirtschaftsWoche-Hochschulranking 2024 auf den neunten Platz in Deutschland platziert.[54] Auch laut internationalen Rankings zählt Tübingen regelmäßig zu den zehn besten deutschen Universitäten für Rechtswissenschaft.[55]

Die Universität Tübingen ist Mitglied im größten Forschungskonsortium Europas im Bereich der Künstlichen Intelligenz, dem sogenannten Cyber Valley, unter anderem zusammen mit dem Max-Planck-Institut für intelligente Systeme sowie Unternehmen wie Amazon, BMW und Daimler.
Die Universität Tübingen ist zudem die einzige deutschsprachige Universität, an der die „strategische Kommunikation“ Rhetorik als eigenes Fach gelehrt wird. Erster Lehrstuhlinhaber war der frühere Präsident des deutschen P.E.N.-Zentrums und Präsident der Akademie der Künste zu Berlin Walter Jens.

## Zentrale Universitätseinrichtungen

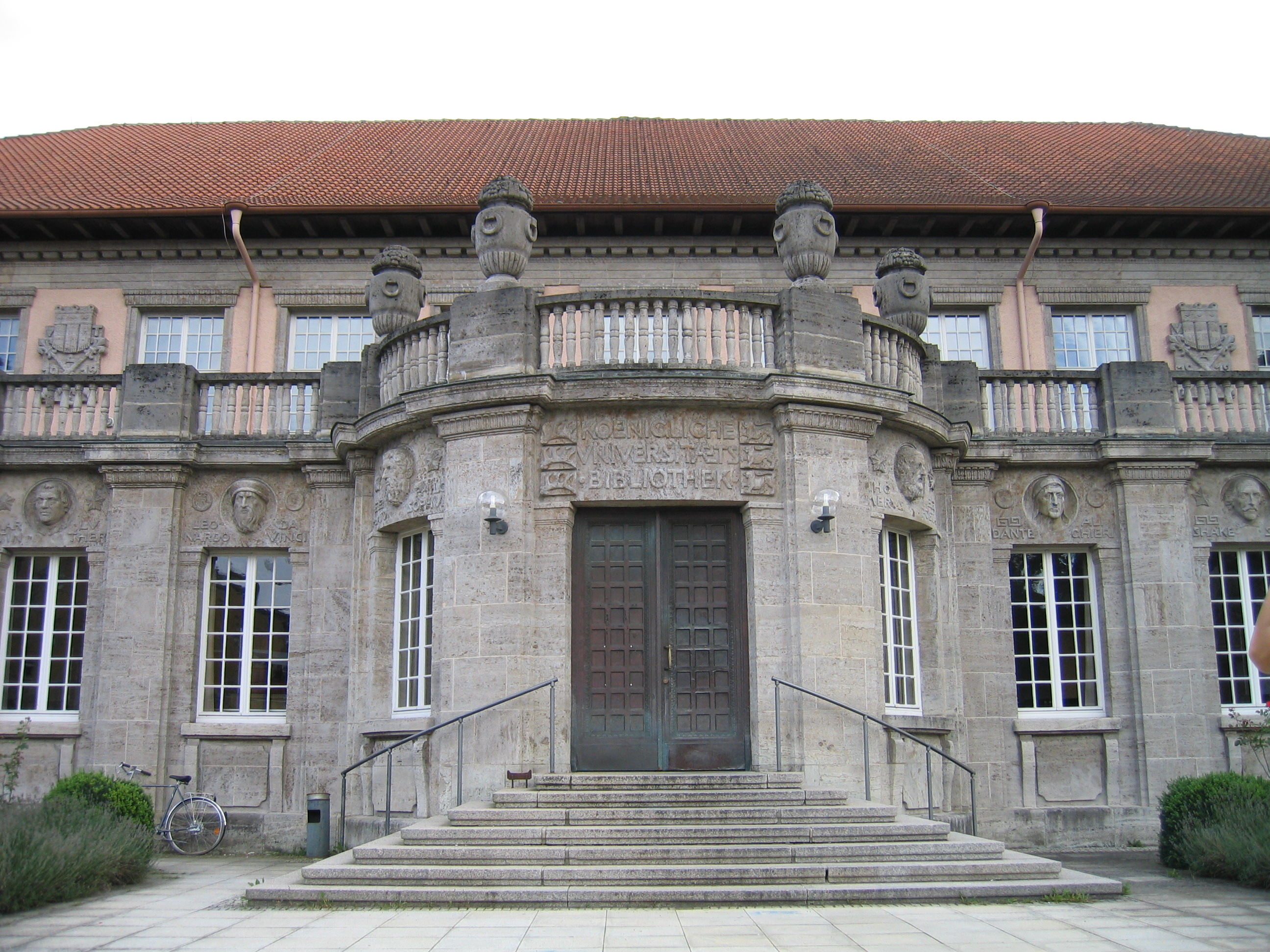
UB: Eingang zum Historischen Lesesaal des alten Bibliotheksgebäudes von Paul Bonatz

### Universitätsbibliothek
Die Universitätsbibliothek Tübingen (UB) ist organisatorisch Teil des Informations-, Kommunikations- und Medienzentrums (IKM). Sie ist eine öffentliche wissenschaftliche Universalbibliothek, die auch der Bevölkerung zur Verfügung steht. Erstmals urkundlich erwähnt wurde sie im Jahr 1499.

Ammerbau der UB (errichtet 2003)

### Fremdsprachenzentrum
Das Fremdsprachenzentrum bietet den Erwerb international akkreditierter Sprachzertifikate (UNIcert) für Studenten aller Fakultäten an.

### Forum Scientiarum

Universitätsklinik für Psychiatrie und Psychotherapie

Das Forum Scientiarum dient der Förderung des Dialogs in der Wissenschaft (zwischen den Einzelwissenschaften, zwischen Wissenschaft und Lebenswelt und zwischen den Kulturen und ihrem Blick auf die Stellung von Wissenschaft). Es wurde am 2. Februar 2007 eröffnet. Das Forum wird von der Universität, der Udo-Keller-Stiftung Forum Humanum, der Klett-Stiftung und der Evangelischen Landeskirche in Württemberg getragen.
Um seine Aufgabe zu erfüllen, veranstaltet das Forum Scientiarum jedes Jahr ein Studienkolleg für 25 Studierende aller Fächer, mehrere Seminare mit fachübergreifendem Charakter, Workshops und Tagungen zu interdisziplinären Fragestellungen und bietet die Möglichkeit für Wissenschaftler für mehrere Monate interdisziplinäre Forschung und Lehre zu betreiben.

### Internationales Zentrum für Ethik in den Wissenschaften
Das Internationale Zentrum für Ethik in den Wissenschaften (IZEW) befasst sich fachübergreifend mit ethischen Fragen der Wissenschaft. Es wurde 1990 gegründet und ging aus dem 1985 gegründeten Gesprächskreis „Ethik in den Naturwissenschaften“ hervor. Das IZEW wird von allen Fakultäten der Universität getragen.

### Tübingen School of Education (TüSE)
Die im Oktober 2015 gegründete Tübingen School of Education (TüSE) ging aus dem Zentrum für Lehrerbildung und der Arbeitsgruppe Lehrerbildung hervor. Die Aufgabe der TüSE liegt in der Koordination und Organisation der Ausbildung von Lehrerinnen und Lehrern an der Universität Tübingen.
Die TüSE ist in sechs Arbeitsbereiche eingeteilt (Studium und Lehre/Studienberatung; Professionsbezug; Forschung; Nachwuchsförderung; Inklusion, Diversität, Heterogenität; Internationalisierung). Derzeit studieren mehr als 4000 Lehramtsstudierende eine Kombination aus den mehr als 25 Lehramtsfächern.

### Zentrum für Gender- und Diversitätsforschung
Das Zentrum für Gender- und Diversitätsforschung (ZGD) beschäftigt sich als fakultätsübergreifendes interdisziplinäres Forschungszentrum mit der Geschlechter- und Diversitätsforschung.

### Zentrum für Quantitative Biologie
Das Zentrum für Quantitative Biologie (QBiC) ist eine der drei Core Facilities der technischen Infrastruktur der Universität, das verschiedene Dienstleistungen im Bereich der Bioinformatik für Forschung und Lehre anbietet (u. a. Next Generation Sequencing, Proteomics, Metabolomics). Es wurde im Sommer 2012 eröffnet und aus Mitteln der Exzellenzinitiative finanziert.

### Center for Light Matter Interaction, Sensors & Analytics
Das Center for Light Matter Interaction, Sensors & Analytics (LISA+) ist eine der drei Core Facilities der technischen Infrastruktur der Universität, das Dienstleistungen im Bereich der Nanotechnologie zur Verfügung stellt. Es wurde aus Mitteln der Exzellenzinitiative finanziert.

### Digital Humanities Center
Das Digital Humanities Center (bis Juni 2022 eScience-Center) ist eine der drei Core Facilities der technischen Infrastruktur der Universität. Es stellt Universitätsangehörigen Dienstleistungen im Bereich der Digital Humanities zur Verfügung. Es wurde aus Mitteln der Exzellenzinitiative finanziert.

### China Centrum Tübingen
Das China Centrum Tübingen (CCT) ist eine fakultätsübergreifende zentrale Einrichtung der Universität. Seine Aufgabe liegt in der Förderung der Schaffung einer Verknüpfung von Wissenschaft, Wirtschaft und Zivilgesellschaft mit China. Dazu werden verschiedene Projekte wie verschiedene Ringvorlesungen oder Vorbereitungsseminare für Auslandsaufenthalte angeboten. Dem CCT ist das Erich-Paulun-Institut angegliedert. Das CCT wird durch die Karl-Schlecht-Stiftung gefördert.

### European Research Center on Contemporary Taiwan
Das am 1. Juni 2008 gegründete European Research Center on Contemporary Taiwan (ERCCT) dient der Förderung von sozialwissenschaftlicher Forschung über das zeitgenössische Taiwan. Dazu wird u. a. ein Forschungsaustausch angeboten. Das Zentrum wird von der Universität und der Chiang Ching-kuo Foundation for International Scholarly Exchange (Taiwan) getragen.

### Zentrum für Evaluation und Qualitätsmanagement
Das Zentrum für Evaluation und Qualitätsmanagement (ZEQ) der Universität ist eine zentrale fakultätsunabhängige Einrichtung, die die Aufgabe des Qualitätsmanagements und der Systemakkreditierung innehat. Dazu werden u. a. Studierendenbefragungen durchgeführt.

### Zentrum für Medienkompetenz (ZfM)
Das Zentrum für Medienkompetenz bietet verschiedene Angebote im Bereich der Medienarbeit an. Es unterstützt und berät die Fakultäten bei Fragen im Bereich der Medien, bietet Kurse an und vereint verschiedene universitäre Redaktionen miteinander (z. B. CampusTV und Radio Micro-Europa). Mit einem eigenen TV- und Hörfunkstudio werden diverse Programme umgesetzt und zudem Equipment sowie Räume für Studierende verfügbar gemacht.

### Baden-Württembergisches Brasilien- und Lateinamerika-Zentrum
Das Brasilienzentrum wurde im Jahr 2000 nach Beschlüssen zwischen Baden-Württemberg und Rio Grande do Sul, die eine Vertiefung der wissenschaftlichen Beziehungen vorsehen, eingerichtet. Es arbeitet hochschulübergreifend für ganz Baden-Württemberg. Das Angebot des Zentrums richtet sich an Promotionsstudierende, Post-Docs und Gastprofessoren. Es werden Stipendien vergeben, das Zentrum für Forschung und Naturschutz (Centro de Pesquisas e Conservação da Natureza, CPCN) im Araukarienwald mitbetreut und alle 2 Jahre ein Deutsch-Brasilianisches Symposium zur nachhaltigen Entwicklung veranstaltet.

### Kompetenzzentrum für Hochschuldidaktik in der Medizin
Das Kompetenzzentrum für Didaktik in der Medizin wurde 2001 gegründet. Es ist an der medizinischen Fakultät der Universität angesiedelt. Seine Aufgaben liegen im Bereich der didaktischen Ausbildung von Hochschullehrern/Hochschullehrerinnen und Tutoren/Tutorinnen sowie in der Ausbildungsforschung. Es ist im MedizinDidaktikNetz Deutschland des MFT sowie im Kompetenznetz Lehre in der Medizin Baden-Württemberg vernetzt.
Das Kompetenzzentrum für Hochschuldidaktik in der Medizin wird durch das BMBF und das MWK finanziell unterstützt.
Mit der Berufung einer Professur für Medizindidaktik an der Medizinischen Fakultät der Universität Tübingen wurde das Kompetenzzentrum in das TIME (Tübingen Institute for Medical Education) integriert und dort in die Sparte „Train“ des Instituts überführt. Es bleibt damit als institutsintegriertes Kompetenzzentrum mit oben genannten Vernetzungen innerhalb Deutschlands und Baden-Württembergs bestehen.

### Botanischer Garten

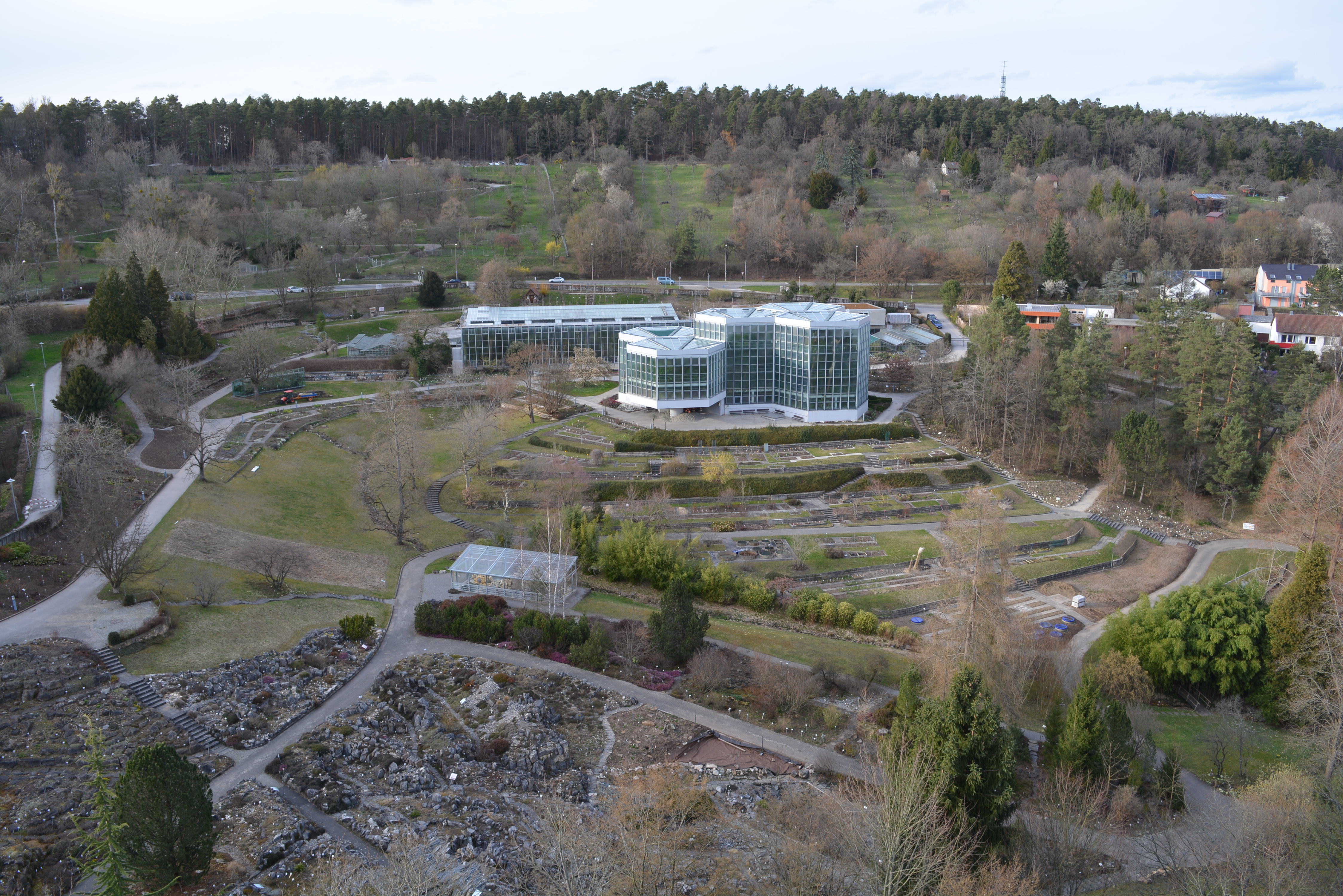
Botanischer Garten mit Tropicarium und im Hintergrund das Arboretum

Der neue Botanische Garten und ein Arboretum der Universität befinden sich bei den naturwissenschaftlichen Instituten auf der Morgenstelle. Die Anlage wurde in den 1960er angelegt, nachdem sich der historische Botanische Garten im Ammertal zwischen Rümelin- und Wilhelmstraße als zu beengt erwies. Der Garten beherbergt eine Vielfalt von einheimischen und exotischen Pflanzen im Tropicarium (Tropenhaus), einem Subtropen-, Kanaren- und Sukkulentehaus sowie ein kleines Aquarium. Er dient der Lehre und Forschung, steht aber auch der Öffentlichkeit offen. Es werden verschiedene Vorträge, Führungen und Ausstellungen angeboten. Der Botanische Garten besitzt etwa 10 ha Freiland- und 3000 m² Gewächshausfläche.

### Museum der Universität

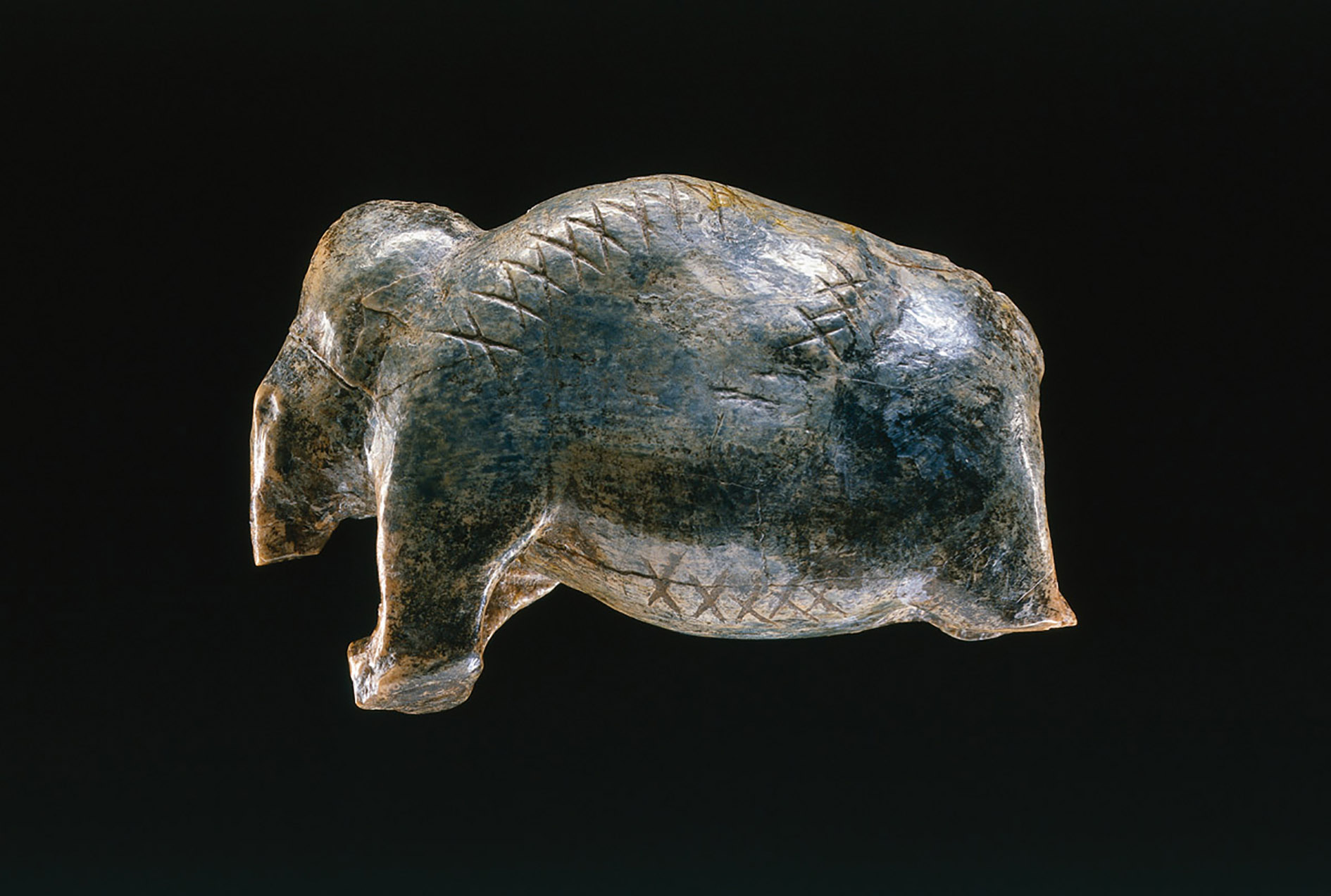
Vollplastik eines Mammuts, Mammutelfenbein, 40.000 Jahre alt, Vogelherdhöhle, Teil des UNESCO-Welterbes „Höhlen und Eiszeitkunst im Schwäbischen Jura“, Museum der Universität Tübingen (MUT)

Das junge Museum der Universität Tübingen (MUT) macht es sich seit 2006 zur Aufgabe, die rund 70 und zum Teil sehr alten, singulären Lehr-, Schau- und Forschungssammlungen der Universität aus allen Fakultäten sammlungstechnisch, kuratorisch und organisatorisch zu professionalisieren. In interdisziplinär angelegten Ausstellungen sollen sowohl der breiteren Öffentlichkeit wissenschaftsgeschichtliche Einblicke vermittelt als auch selbst wissenschaftsgeschichtlich geforscht werden. Darüber hinaus wird über den Master-Profilstudiengang „Museum & Sammlungen“ des MUT unter Beteiligung von neun geistes- und kulturwissenschaftlichen Fächern die Ausbildung von Studierenden im Museumswesen angeboten. 

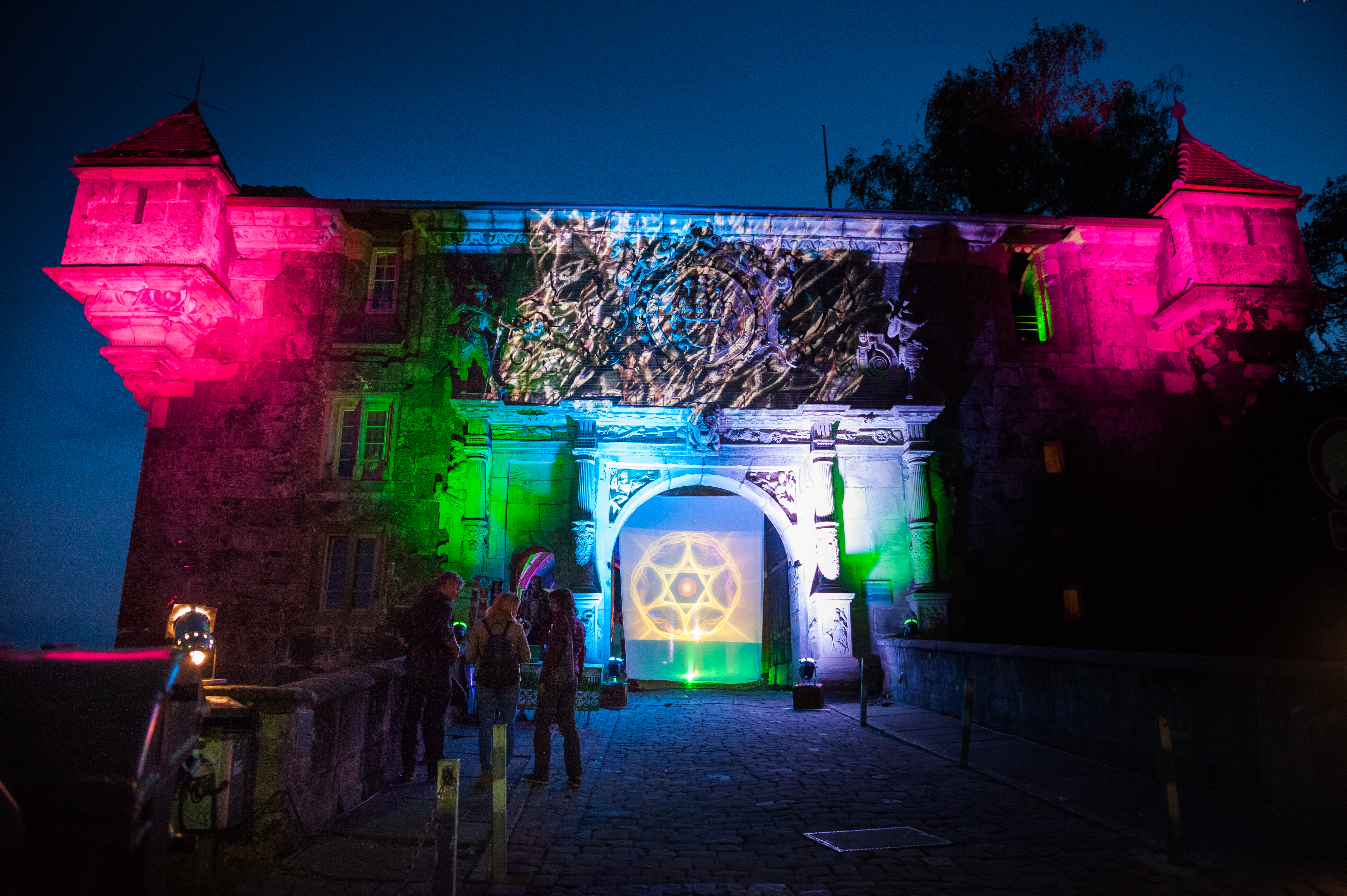
Schloss Hohentübingen, erstes Schlosstor, während der Tübinger Kulturnacht 2016

Acht wissenschaftliche Lehrsammlungen – Ursprünge der Kunst, Pfahlbauten + Kelten, Keilschriften, Götter + Gräber, Antike Kunst, Antike Münzen, Antike Skulpturen – sind im Museum Alte Kulturen und in der Dauerausstellung WeltKulturen im Schloss Hohentübingen für die Öffentlichkeit zugänglich. Zusätzlich existieren noch weitere, teilweise zugängliche wissenschaftliche Lehrsammlungen auf Hohentübingen: Wiege der Biochemie (Schlosslabor), BildBestand, AlltagsKultur, AntikenBilder, Professorengalerie (partiell), Schlosskirche und TonSteineScherben.
Das MUT – und somit die Eberhard Karls Universität Tübingen – beherbergt als weltweit einzige universitäre Einrichtung Artefakte mit Welterbestatus wie die ältesten erhaltenen figürlichen Kunstwerke und Musikinstrumente der Menschheit, Mammutelfenbeinfiguren und Fragmente von Knochenflöten. Diese stammen aus der Vogelherdhöhle (Schwäbische Alb), die seit 2017 Teil des UNESCO-Welterbes „Höhlen und Eiszeitkunst im Schwäbischen Jura“ ist.

### Collegium Musicum
Das Collegium Musicum ist eine zentrale Einrichtung der Universität. Es ermöglicht Studierenden aller Fakultäten verschiedene musikalische Angebote in Anspruch zu nehmen. Unter anderem werden ein akademisches Orchester, ein akademischer Chor und ein großer A-cappella-Chor („Camerata Vocalis“) angeboten.

### Kulturreferat
Das Kulturreferat wurde im Februar 1951 vom AStA gegründet. Nach der Auflösung des AStA 1978 wurde es der Universität angegliedert. Das Kulturreferat organisiert verschiedene Konzerte, die für alle Besucher offenstehen. Es wird von der Universität, der Museumsgesellschaft Tübingen und der Stadt getragen.

### Zeicheninstitut
Das erstmals 1768 schriftlich erwähnte Zeicheninstitut der Universität bietet verschiedene Kurse im künstlerischen Bereich für Studierende aller Fakultäten an.

### Isotopenlabor
Das Isotopenlabor (Gebäude F, Auf der Morgenstelle 24) ist die zentrale Einrichtung für Strahlenschutz der Universität und des Universitätsklinikums.

### Zentrum für Datenverarbeitung
Das 1960 gegründete Zentrum für Datenverarbeitung (ZDV) versorgt als Rechenzentrum der Universität alle Angehörigen der Universität mit einer IT-Infrastruktur und verschiedenen IT-Dienstleistungen. Der erste Direktor war von 1960 bis 1966 der Mathematiker Karl Zeller (Mathematiker). Seit 2008 wird das Zentrum von dem Informatiker Thomas Walter (Informatiker) geleitet.

### Hochschulsport
Der Hochschulsport ist am Sportwissenschaftlichen Institut angelagert. Es werden für Studierende und Mitarbeiter der Universität u. a. verschiedene Sportkurse, eine Kraft- und Fitnesshalle (inkl. Kletterturm) sowie Wettkampfsport angeboten.

### Geologischer Lehrpfad Kirnberg
Im Rahmen des 500-jährigen Bestehens wurde 1977 ein geologischer Lehrpfad am Kirnberg im Schönbuch eröffnet, bei dem die Keuperschichten auf 13 Stationen erläutert werden und der einen Überblick über die Geologie, Paläontologie und Landschaftsgeschichte des Keuperberglandes bietet. Der Pfad ist 5 km lang und führt u. a. durch den Olgahain. Am 2. Juni 2017 wurde der überarbeitete Geologische Lehrpfad der Öffentlichkeit vorgestellt und übergeben.
Der Lehrpfad wird durch umfangreiche Fossilfunde ergänzt, die sich in der neu konzipierten Paläontologischen Sammlung der Eberhard Karls Universität befinden.

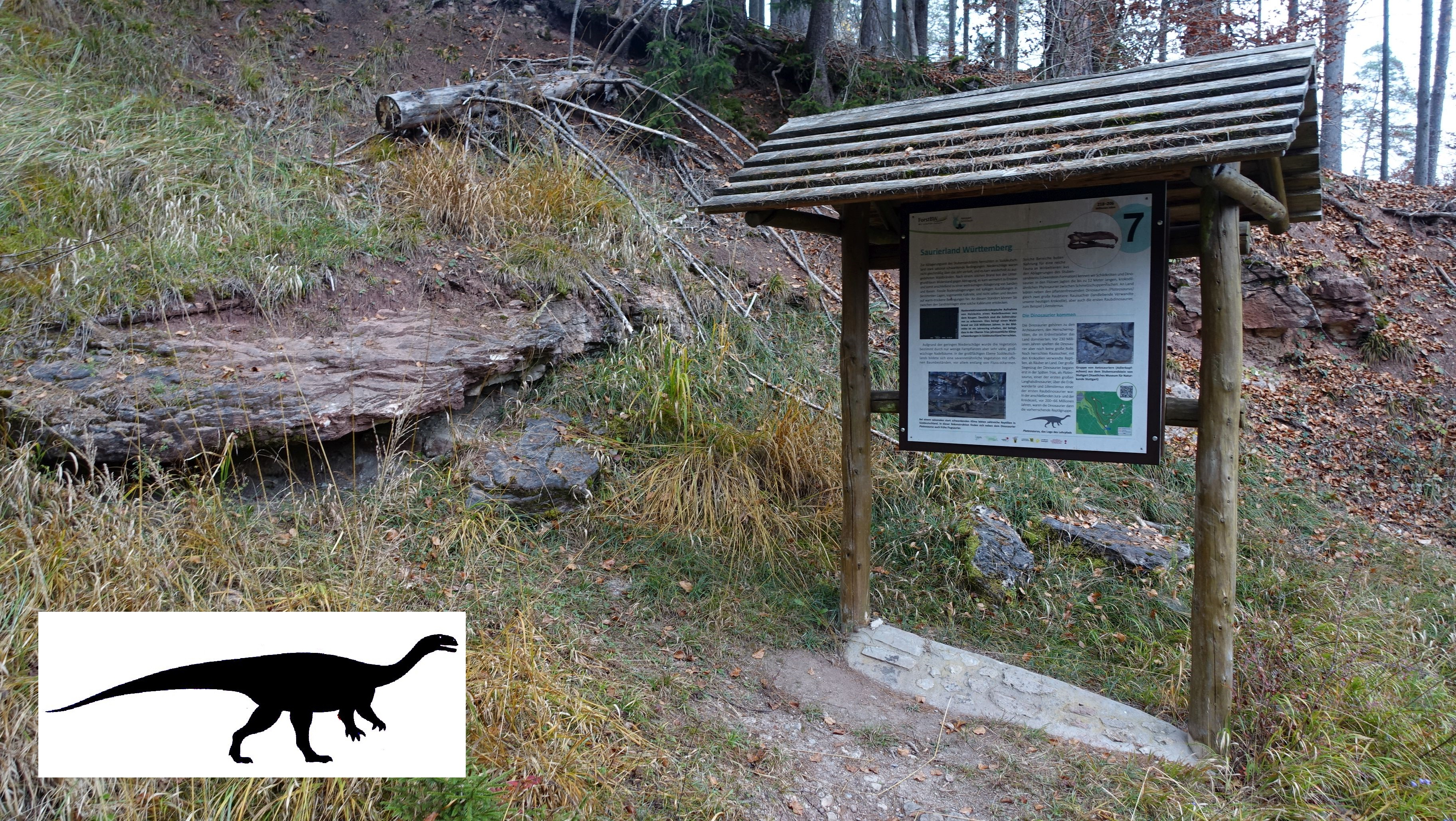
Eine Station des Lehrpfads und die Wegmarkierung mit Dinosaurier

## Mit der Universität assoziierte Einrichtungen

### Wissenschaftliche Einrichtungen
- Institut für Angewandte Wirtschaftsforschung e. V. (An-Institut der Universität)
- Naturwissenschaftliches und Medizinisches Institut (An-Institut der Universität)
- Weltethos-Institut (An-Institut der Universität)
- BCCN – Bernstein-Zentrum für Computational Neuroscience
- Curt-Engelhorn-Zentrum Archäometrie
- DKTK – Deutsches Konsortium für translationale Krebsforschung der Helmholtz-Gesellschaft
- DZD – Deutsches Zentrum für Diabetesforschung der Helmholtz-Gesellschaft
- DZIF – Deutsches Zentrum für Infektionsforschung der Helmholtz-Gesellschaft
- DZNE – Deutsches Zentrum für neurodegenerative Erkrankungen der Helmholtz-Gesellschaft
- Dr. Margrete Fischer-Bosch Institut für Klinische Pharmakologie
- F.A.T.K. – Forschungsinstitut für Arbeit, Technik und Kultur e. V.
- Forschungsinstitut Senckenberg
- Forschungszentrum Jülich (Helmholtz-Gemeinschaft)
- Fraunhofer-Institut für Grenzflächen- und Bioverfahrenstechnik
- Friedrich-Miescher-Laboratorium der Max-Planck-Gesellschaft
- Heidelberger Akademie der Wissenschaften
- Helmholtz-Zentrum für Umweltforschung
- HIH – Hertie-Institut für klinische Hirnforschung
- Institut für donauschwäbische Geschichte und Landeskunde
- Institut für Rehabilitationsforschung, Qualitätsentwicklung und Strukturanalyse in der Behindertenhilfe (REQUEST) e. V.
- Leibniz-Institut für Wissensmedien
- Ludwig-Uhland-Institut für Empirische Kulturwissenschaft (EKW)
- MFO – Mathematisches Forschungsinstitut Oberwolfach (Leibniz-Gemeinschaft)
- Max-Planck-Institut für biologische Kybernetik
- Max-Planck-Institut für Entwicklungsbiologie
- Max-Planck-Institut für Intelligente Systeme
- ZEM – Zentrum für Ernährungsmedizin (mit Universität Hohenheim)
- IZST – Interuniversitäres Zentrum für Medizinische Technologie (mit Universität Stuttgart)[101]

### Akademische Lehrkrankenhäuser
- medius Kliniken Kirchheim unter Teck
- Klinikum Esslingen
- Klinikum Friedrichshafen
- Krankenhaus Freudenstadt
- Kliniken Nagold
- Rems-Murr-Kliniken Winnenden
- Klinikum am Steinenberg Reutlingen
- Kreiskrankenhaus Sigmaringen
- Klinikum Sindelfingen/Böblingen
- Diakonie-Klinikum Stuttgart
- Klinikum Stuttgart
- Marienhospital Stuttgart
- Robert-Bosch-Krankenhaus Stuttgart
- Zollernalb Klinikum[102]

Neben den akademischen Lehrkrankenhäusern ist der Universität ein Netz aus akademischen Lehrpraxen angegliedert.

### Unternehmen

#### Cyber Valley Tübingen
Das Cyber Valley ist eine führende europäische Forschungskooperation im Bereich der Künstlichen Intelligenz (KI) und des maschinellen Lernens, die 2016 in der Region Tübingen-Stuttgart gegründet wurde. Es ist ein zentraler Bestandteil des Innovationscampus Baden-Württemberg und vereint akademische Institutionen, Unternehmen und Start-ups, um gemeinsam Spitzenforschung und innovative Anwendungen der KI voranzutreiben. Zu den Partnern von Cyber Valley gehören die Universität Tübingen, das Max-Planck-Institut für Intelligente Systeme, die Universität Stuttgart sowie internationale Unternehmen wie Amazon, Daimler, Porsche, ZF, IAV, Bosch und BMW. Die Initiative wird zudem durch das Ministerium für Wissenschaft, Forschung und Kunst Baden-Württemberg unterstützt.

## Persönlichkeiten
Mit der Universität ist eine Reihe von namhaften Persönlichkeiten verbunden, die an ihr studiert, geforscht oder gelehrt haben.
- Liste bekannter Persönlichkeiten der Eberhard Karls Universität Tübingen
- Kategorie:Person (Eberhard Karls Universität Tübingen)

## Partneruniversitäten
Die Universität Tübingen zählt zahlreiche sehr namhafte Partnerhochschulen weltweit, einschließlich mehrerer Hochschulen der Association of American Universities. Partneruniversitäten sind unter anderem die University of Cambridge, Karls-Universität Prag, Universität Warschau, University of Haifa, University of St. Andrews, University of Edinburgh und das University College London in Großbritannien, die Staatliche Moskauer Universität, die National University of Singapore, University of Hong Kong, Chūō-Universität und Peking University in Asien, die McGill University in Kanada, Universidade de São Paulo in Brasilien sowie die Yale University, University of Michigan, University of California, Berkeley, Georgetown University, University of Texas at Austin, University of North Carolina at Chapel Hill, Brown University und das Princeton Theological Seminary in den USA. Studierende und Promovierende der Eberhard Karls Universität haben die Möglichkeit, im Rahmen von akademischen Austauschprogrammen ohne zusätzliche Kosten an besagten Partneruniversitäten zu studieren. Austauschprogramme dieser Art existieren zurzeit für insgesamt über 500 Universitäten in 61 Ländern und werden von über 1.000 Tübinger Studierenden pro Jahr wahrgenommen.